# Соломина

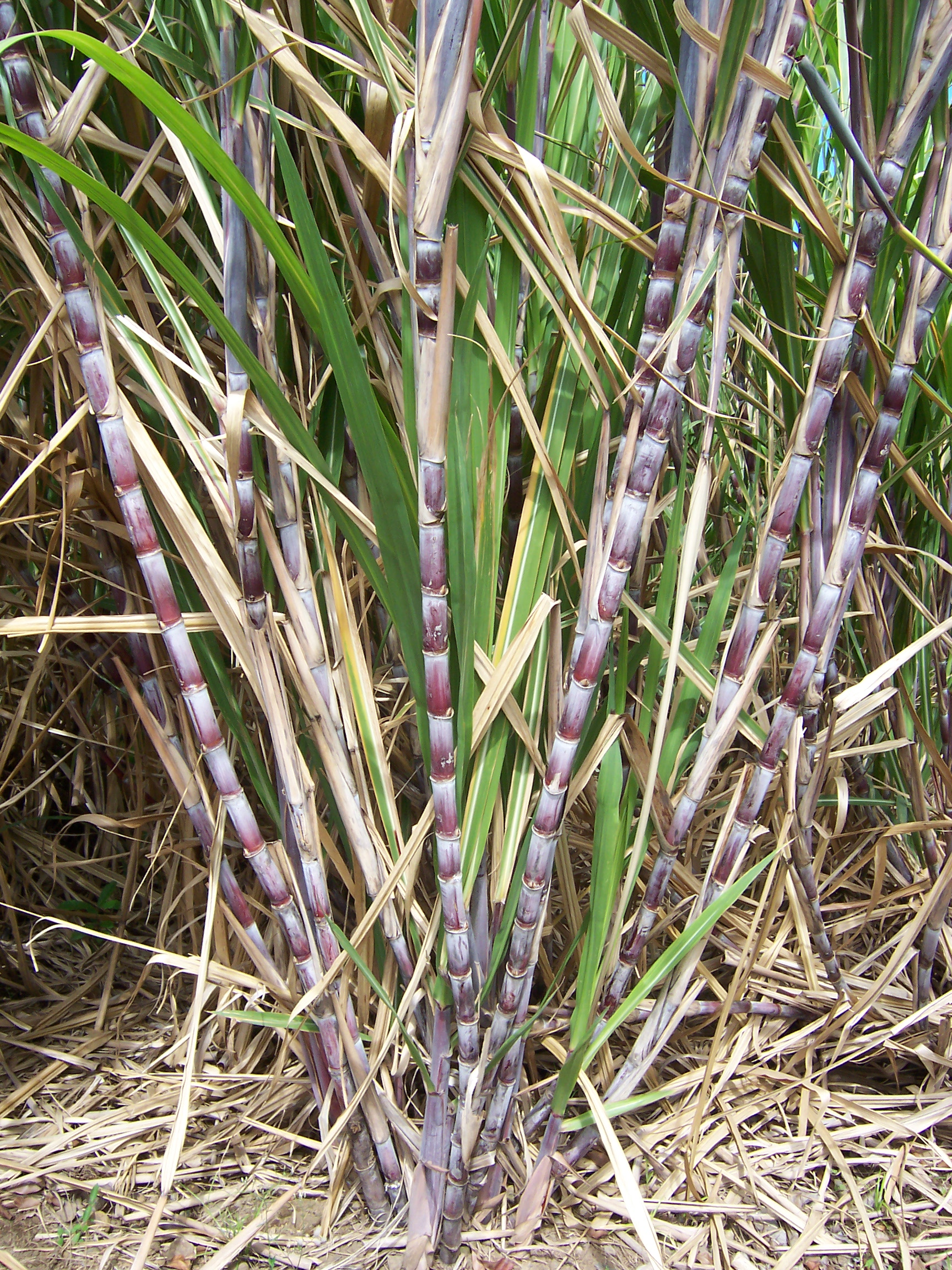
Стебла цукрової тростини

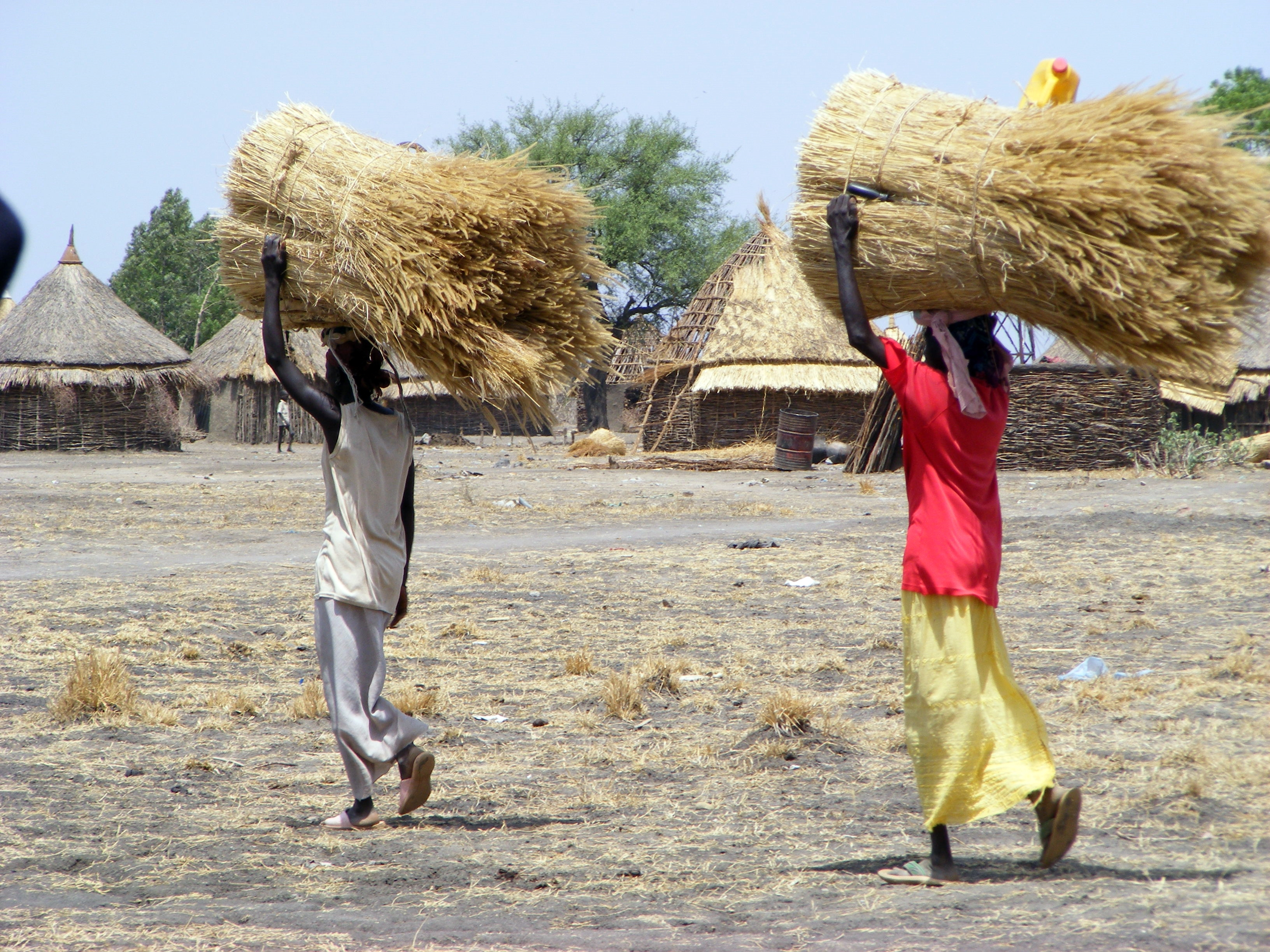
Використовується для будівництва дахів в Ефіопії

Соломина — це надземне стебло трав або осок. Англійське англ. culm, італійське італ. culmo, португальське порт. colmo походять від латинського culmus «стебло», і спочатку воно стосувалося стебла будь-якого типу рослин.
У садівництві чи сільському господарстві воно особливо використовується для опису стебел або дерев’янистих пагонів бамбука, куги чи зернових трав.

## Опис
Соломина, як правило, має циліндричну форму, міжвузля всередині порожнисті. У місцях прикріплення листків утворює перемички - вузли. У деяких рослин, як наприклад, кукурудзи, міжвузля не порожнисті, а заповнені ватоподібною паренхімою. Провідні пучки та склеренхіма утворюють міцні стінки циліндричної соломини, даючи рослині необхідну механічну конструкцію для винесення генеративних органів у верхній ярус трав'яного покриву. Листки злаків,на додаток до міцної конструкції стебла, часто стеблообгорткові при основах, що додає загальній констуркції необхідної міцності. Дерев'яніючи, стебла деяких злаків набувають надзвичайної міцності при збереженні гнучкості і відносної лекості.

## Використання
В Україні солома здавна використовувалась не лише як підстилка для худоби, але й для покрівельних цілей. Знамениті солом'яні дахи давали чудову тепло- та гідроізоляцію при відносній легкості і простоті виконання. Для виготовлення покрівельних кулів брали необмолочену солому високорослих злаків. Стебла мати бути цілі, не поламані, а колоски – без зерна, щоб не приваблювати гризунів. На даху кулі розміщували так, щоб гузир (нижня товста частина куля) був унизу, – тоді у зріз стеблин не потрапляла вода.
З соломи та стебел очерету плетуть різноманітні підстилки, килимки і мати. З соломи виготовляли тару для зберігання зерна, кошики, господарські сумки, хлібниці. Особливою популярністю споконвіку і досі користуються солом'яні капелюхи. Досить популярними були і стають знову різноманітні сувеніри, обереги, фігурки з соломи. Крім плетіння, солома використовується для виготовлення аплікацій - інтарсій.
В давніші часи соломинки з природної соломи злаків використовували для пиття.
Традиційні вудочки протягом століть робили з тонких стебел бамбука. Вони легкі, довгі, пружні і не ламаються. Деревину бамбука, завдяки її надзвичайній твердості, вокористовують у будівництві і навіть як арматуру бетонних конструкцій. Також зі стебел бамбука роблять голки, цвяхи, ножі та інші подібні вироби.